# اچ‌ام‌اس پرو (۱۸۰۸)

{{Infobox ship characteristics
اچ‌ام‌اس پرو (۱۸۰۸) (به انگلیسی: HMS Peruvian (1808)) یک کشتی بود که طول آن ۱۰۰ فوت ۶ اینچ (۳۰٫۶۳ متر) Length overall بود. این کشتی در سال ۱۸۰۸ (میلادی)|۱۸۰۸]] ساخته شد.